# Leptotarsus micropteryx
Leptotarsus micropteryx är en tvåvingeart som först beskrevs av Alexander 1921.  Leptotarsus micropteryx ingår i släktet Leptotarsus och familjen storharkrankar. Inga underarter finns listade i Catalogue of Life.